# Hypogäen im Marais de Saint-Gond

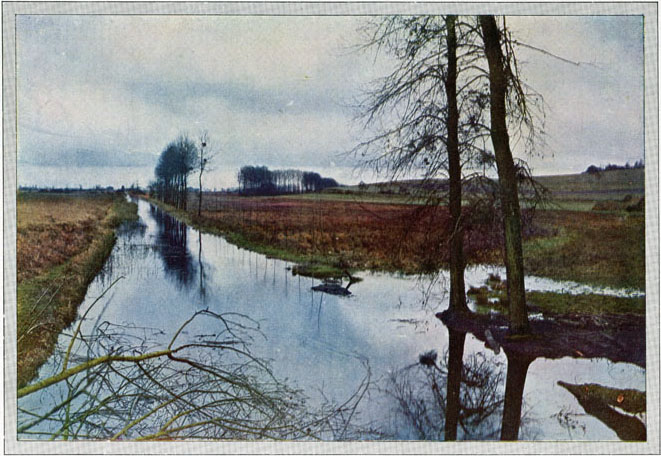
Die Sumpflandschaft

Die Hypogäen im Marais de Saint-Gond sind steinzeitliche Fundstätten (Hypogäen) in der Region Marais de Saint-Gond am Rand des Pariser Beckens, etwa 30 Kilometer südlich von Épernay im Département Marne in Frankreich. Im Herzen der Region erstrecken sich über eine Länge von etwa 20 Kilometern und eine Breite von zwei Kilometern die Sümpfe von Chenevry, Reuves, Oyes, Saint-Gond und Vert-la-Gravelle.

## Vorgeschichte

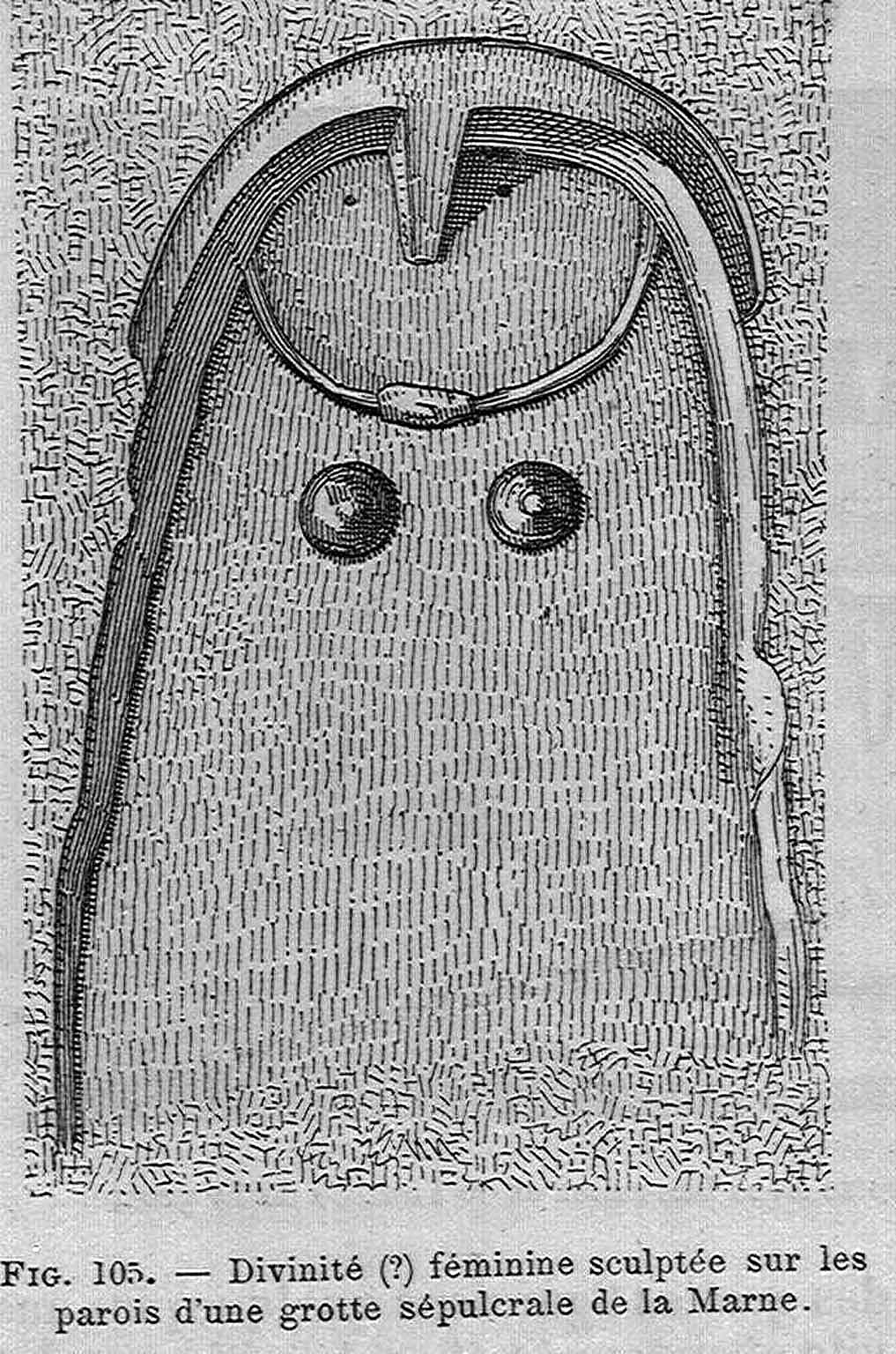
Grotte von Razet

In der Region liegen Hypogäen insbesondere in den Kreidefelsen, die im 19. Jahrhundert Gegenstand der Forschung waren. Für die Jungsteinzeit (französisch Neolithique ancien) wurden mehr als 300 aufgeführt. Die zwischen 3500 und 3000 v. Chr. erfolgten Bestattungen umfassen bis zu 170 Männer, Frauen und Kinder. Das Département Marne umfasst 169 Hypogäen, von denen 123 in den Sümpfen von Saint-Gond und 16 in der Côte des Blancs konzentriert sind. Die meisten wurden früh untersucht und waren nicht Gegenstand sorgfältiger Aufzeichnungen. Die in jüngerer Zeit ausgegrabenen Marnegrotten in Le Mesnil-sur-Oger, Loisy-en-Brie „Les Gouttes d'Or“, Mournouards II und das Hypogäum von Saint-Memmie geben Anhaltspunkte über die Bestattung und die persönliche Ausrüstung der Verstorbenen. Die meisten Funde werden im Archäologischen Museum von Saint-Germain-en-Laye und im Saint-Remi-Museum in Reims aufbewahrt.

### Die Minen
In der Region gibt es weit mehr Feuersteinminen als jungsteinzeitliche Bestattungen. Prospektionen und Ausgrabungen haben in 17 Sektoren Bergbaukomplexe mit einer Gesamtfläche von fast 400 Hektar identifiziert. Zwischen 2013 und 2017 war der Abbau in Vert-la-Gravelle „La Crayère“ Gegenstand der Untersuchung. Drei Hypogäen wurden in ehemalige Minen (4300–3700 v. Chr.) eingegraben. Während der Hypogäennutzung wurde weiterhin Feuerstein abgebaut.
Die neolithischen Lebensräume im Marais de Saint-Gond sind bis auf wenige alte Entdeckungen unbekannt. Seit 2018 laufende Untersuchungen haben den Lebensraum der Villeneuve-Saint-Germain-Gruppe (VSG) von Villevenard identifiziert. Vier trapezförmige Häuser von etwa 30,0 Metern Länge wurden ausgegraben. Die Funde bestehen aus großen Mengen Feuerstein, Klingen, Schieferarmbändern sowie Keramik- und Terrakottastücken der Wandverkleidung der Häuser.